# Hanasaku Iroha
Hanasaku Iroha (jap. 花咲くいろは, dt. „Das ABC des Erblühens“ [im Sinne von Erwachsenwerden]) ist eine Anime-Fernsehserie aus dem Jahr 2011. Sie entstand im Animationsstudio P.A. Works unter der Regie von Masahiro Andō nach einem Drehbuch von Mari Okada. Für das Studio selbst war diese Produktion zugleich das Jubiläum des zehnjährigen Bestehens. 2013 folgte ein Kinofilm.
In dem Anime wird die Schülerin Ohana Matsumae dabei begleitet, sich mit einer neuen Form des Lebens abfinden zu müssen, nachdem sie von ihrer Mutter im Stich gelassen wurde und sie nun in der Pension ihrer Großmutter versucht, Fuß zu fassen.

## Handlung
In Tokio lebt die sechzehnjährige Schülerin Ohana Matsumae mit ihrer Mutter zusammen. Jedoch haben sich beide stark auseinandergelebt und Satsuki Matsumae kümmert sich so gut wie gar nicht um ihre leibliche Tochter. Stattdessen muss Ohana – aus deren Sicht die Handlung wiedergegeben wird, was auch Monologe mit einschließt – sich um die wesentlichen Dinge des Haushalts kümmern und miterleben, wie sich ihre Mutter mit einem Freund aus dem Staub macht. Ihre Mutter, ihres Zeichens wenig erfolgreiche Schriftstellerin, versucht so, sich vor angehäuften Schulden zu drücken. Ohana lässt sie unterdessen zurück und gibt ihr nur den Rat, bei ihrer Großmutter Unterschlupf zu suchen.
Aus diesem Anlass trifft sie sich noch des Nachts mit ihrem besten Freund Kōichi Tanemura und berichtet ihm von ihrer aktuellen Situation, dass sie schon morgen aufbrechen müsse. Davon geschockt beschließt er, Ohana seine Liebe zu gestehen, jedoch wird dies von ihr schlicht zur Seite geschoben, sodass er sich gezwungen sieht, sich aus der Situation zurückzuziehen. So beginnt Ohana am nächsten Morgen, ohne ein Wort des Abschieds, mit der Reise zu dem Anwesen ihrer Großmutter in der Präfektur Ishikawa. Es handelt sich dabei um ein großes, aus Taishō-Zeit stammendes Onsen-Ryokan. Ohana, die die Fahrt gut überstanden hat und vom Anblick des Reisegasthauses überwältigt ist, bekommt jedoch sofort einen Dämpfer, als sie gleich zu Beginn unwissentlich auf die etwa gleichaltrige Angestellte Minko Tsurugi einen schlechten Eindruck macht. So ist Ohana zunächst einmal geschockt, dass ihr direkt von Minko ins Gesicht gesagt wird, dass sie sterben solle. Beim ersten Kontakt mit ihrer Großmutter Sui Sujima ergeht es ihr nicht viel besser. Sie darf zwar im Haus wohnen, muss dafür aber auch arbeiten und wird eben nicht, wie von Ohana erwartet, wie eine Enkeltochter behandelt. Zunächst davon beinahe deprimiert fasst Ohana neuen Mut und beschließt, die Umstände zu nutzen, um sich selbst zu ändern und die Mitarbeiter von Kissuisō von sich zu überzeugen.
In den nächsten Tagen muss sie sich an das strenge neue Leben gewöhnen. Dabei lernt sie das Personal und einige der Gäste kennen. Ihr selbst wird die etwas ältere, überaus schweigsame und Kontakt vermeidende Teilzeitkraft Nako Oshimizu als Ausbilderin zugeteilt. Sie soll ihr die wesentlichen Aufgaben erklären und sie anleiten. Jedoch gibt sie ihr kaum hilfreiche Informationen, da sie lieber schweigt. So kommt es, dass Ohana, die übermäßiger Arbeitswille gepackt hat, das Zimmer des Gastes und Schriftstellers Tarō Jirōmaru aufräumt, das sie in einem sehr verwahrlosten Zustand vorfindet. Dabei entsorgt sie jedoch auch die zusammengeknüllten Schriftstücke gleich mit. Entsprechend ist der Aufschrei von Tarō sehr groß und Ohana nimmt die gesamte Schuld auf sich, obwohl Nako durch ihre Schweigsamkeit eine gewisse Teilschuld trägt, was beiden bewusst ist. Bei ihrer täglichen Arbeit kommt sie auch an der Küche vorbei, in der Minko vom zweiten, überaus aufbrausenden Koch Tōru Miyagishi erneut als vollkommen unfähig hingestellt wird, da sie etwas anbrennen ließ. Ohana, die schon jahrelang das heimische Essen bereiten musste, nutzt diese Gelegenheit, um selbst ein alternatives Frühstück zu bereiten. Obwohl das Essen von allen, einschließlich der Gäste, überaus gelobt wird, hat es jedoch nicht den gewünschten Effekt. Minko unterstellt ihr nämlich, ihr damit bewusst in den Rücken gefallen zu sein, und wiederholt abermals die Worte, dass sie doch einfach sterben solle.
Ohana, die dadurch erneut frustriert vor dem Hinterausgang sitzt, bekommt unterdessen Besuch von Tōru, der sie auffordert, ihn bei einem Einkauf zu begleiten. Jedoch ist er sehr rabiat in seiner Wortwahl, weshalb Ohana sich zunehmend mehr verärgert sieht und schließlich mitten in der Fahrt aussteigt und allein zurückläuft. Zurück im Kissuisō sieht sie, wie Minko sich bereitwillig die Schmähungen des Schriftstellers gefallen lässt. Allerdings gibt Tarō in der Gegenwart von Ohana alles andere als eine gute Figur ab, was ihn in seiner gespielt hochnäsigen Art nahezu peinlich macht. Bei dem Versuch, mit Minko eine anständige Konversation zu führen, muss sie sich schon wieder die harten Worte Minkos anhören. Diesmal geht sie jedoch in die Offensive und stellt ihr die Frage, warum sie so etwas zu ihr sage. Ebenso erwischt sie dabei Nako, die sich abermals von der Situation fernhalten wollte. Dabei kommt sie auf die aberwitzige Idee, dass beide, wie auch sie, ihr Verhalten dringend ändern müssten und sie doch Freunde werden sollten. Als beide auf die angehängte Frage, was denn ihr Lieblingsessen sei, nicht reagieren, packt Ohana die Wut, sodass sie beide auf den Boden wirft. Davon überrascht und in gewisser Hinsicht Ohana für verrückt haltend, rücken beide endlich mit der Sprache raus. Damit schafft Ohana es endlich, das Eis zwischen ihnen zu brechen.
Am nächsten Morgen versucht Ohana damit beiden ihr Lieblingsessen zu bereiten. Als sie erneut den Müll vor die Hintertür trägt, trifft sie auf die stets freundliche und auf Gerüchte lauernde Rezeptionsmitarbeiterin Tomoe Wajima. Im Laufe des Gesprächs stellt sich heraus, dass Ohana den Müll vom gestrigen Tag gar nicht richtig entsorgt hatte. Er lag immer noch in den Behältern, die als eine Art Zwischenlager, aber nicht als Müll gedacht waren. Sich immer noch schuldig fühlend durchsucht sie den Müll nach den Entwürfen des Schriftstellers. Dabei macht sie jedoch eine überraschende Entdeckung. Tarō verfasst nämlich erotische Romane und nimmt dazu die Mitarbeiterinnen von Kissuisō als Vorbild für die ausgefallenen Phantasien.

## Charaktere
Ohana Matsumae (松前 緒花, Matsumae Ohana)
Ohana ist die Hauptfigur des Werkes. Sie ist ein überaus energetische sechzehnjährige Schülerin, die jedoch in der Obhut ihrer sich nicht um sie kümmernden Mutter Satsuki groß wurde. Trotz der Tatsachen, dass sie und ihre Mutter sich gegenseitig nicht ausstehen können, sie auf sich allein gestellt ist und von kleiner Statur ist, lässt sie sich nicht unterkriegen. Insbesondere im Gästehaus ihrer Großmutter Sui Shijima wird ihr ihre überaus energische Art immer wieder schnell zum Verhängnis und muss vor allem gegen den schlechten Ruf, den sie aufgrund ihrer Mutter hat, ankämpfen. Dabei muss sie zunehmend die Feststellung machen, dass sie sich nicht, wie einst vorgenommen, nur auf sich selbst verlassen kann, sondern auch Vertrauen gegenüber anderen entwickeln muss. Mit der Zeit baut sie eine enge Beziehung zu den Mitarbeiterinnen und Mitschülerinnen Minko, Nako und Yuina auf.
Minko Tsurugi (鶴来 民子, Tsurugi Minko)
Die siebzehnjährige Minko arbeitet als Teilzeitkraft im Kissuisō und versucht dort eine Lehre als Köchin zu machen. Anderen gegenüber zeigt sie ein sehr kühles Verhalten. So beschimpft sie Ohana mehrfach, dass sie doch einfach sterben solle. Ihren Vorgesetzten gegenüber offenbart sie jedoch eine ganz andere Seite. Hier ist sie vollkommen zurückhaltend, erduldet ärgste Beschimpfungen und ist komplett verunsichert. Entsprechend ist sie zunächst auch extrem eifersüchtig auf Ohana, die sie nicht nur mehrfach versehentlich in Schwierigkeiten bringt, sondern der auch alles scheinbar einfach zu fallen scheint. Beide werden zu Klassenkameradinnen und mit der Zeit ändert sich dieses Verhältnis zu Ohana.

## Entstehung und Veröffentlichungen

### Manga
Noch vor dem Start der Fernsehserie begann die Veröffentlichung der gleichnamigen Manga-Reihe Hanasaku Iroha. Sie wird vom Mangaka Eito Chida gezeichnet und orientiert sich an den Vorgaben von P.A. Works. Das erste Kapitel des Mangas erschien am 22. November 2010 in dem von Square Enix herausgegebenen Magazin Gangan Joker. Der Manga stellt damit zugleich auch Werbung für die Serie dar. Die Einzelkapitel wurden in fünf Sammelbänden zusammengefasst.
Am 1. Juli 2011 startete auf Bandai Visuals Webcomic-Portal Web Comic Gekkin eine zweite Reihe namens Hanasaku Iroha: Green Girls Graffiti (花咲くいろは Green Girls Graffiti), gezeichnet von Jun Sasameyuki. Diese lief ein Jahr lang bis zum 2. Juli 2012. Das Spin-off handelt von dem Leben von Minko Tsurugi, bevor Ohana zu ihr kam. Die elf Kapitel wurden in zwei Sammelbände zusammengefasst, die am 10. Dezember 2011 und 10. Juli 2012 erschienen.

### Animeserie
Die Anime-Fernsehserie Hanasaku Iroha ist die erste Eigenproduktion des Animationsstudios P.A. Works. Basierend auf dem Drehbuch von Mari Okada entstand sie unter der Regie von Masahiro Andō. Die Leitung der Animation übernahm dabei Kanami Sekiguchi, der das Character Design auf den Entwürfen von Mel Kishida aufbaute. Die Produktion des Tons wurde von Jin Aketagawa übernommen, während Shirō Hamaguchi die Musik komponierte und arrangierte.
Die Erstausstrahlung des Animes begann am späten Abend des 3. April 2011 und lief bis zum 25. September 2011 auf Tokyo MX. In den Folgetagen begannen zahlreiche weitere Sender mit der Ausstrahlung. Zu ihnen gehörten TV Saitama, Chiba TV, KNB, Chūkyō TV, Kids Station, TV Kanazawa, sowie diverse weitere Sender und Streaming-Angebote. Anderthalb Stunden nach der japanischen Erstausstrahlung erfolgte das Streaming einer Englisch untertitelten Fassung auf Crunchyroll.
Am 14. Januar 2021 teilte Anime House mit, dass sie sich die deutschen Rechte an der Anime-Serie gesichert haben.

### Home Sweet Home
Am 9. März 2013 hatte der Film Gekijōban Hanasaku Iroha: Home Sweet Home (劇場版 花咲くいろは HOME SWEET HOME) seine Vorabpremiere in vier Lichtspielhäusern in der Präfektur Ishikawa, dem Handlungsort des Werks. Die Premiere im restlichen Japan folgte am 30. März 2013, wobei er zum Eröffnungswochenende 100 Millionen Yen einspielte. Der Produktionsstab und die Sprecher blieben unverändert zur Serie.

#### Synchronisation
| Rolle            | japanischer Sprecher (Seiyū) | deutscher Sprecher     |
| ---------------- | ---------------------------- | ---------------------- |
| Ohana Matsumae   | Kanae Itō                    | Nicole Silbermann      |
| Minko Tsurugi    | Chiaki Omigawa               | Carolin Sophie Göbel   |
| Nako Oshimizu    | Aki Toyosaki                 | Lucia Patricia Bayer   |
| Yuina Wakura     | Haruka Tomatsu               | Lisa Cardinale         |
| Tomoe Wajima     | Mamiko Noto                  |                        |
| Kōichi Tanemura  | Yūki Kaji                    | Maximilian Belle       |
| Satsuki Matsumae | Takako Honda                 | Kathrin Hildebrand     |
| Sui Shijima      | Tamie Kubota                 |                        |
| Enishi Shijima   | Kenji Hamada                 |                        |
| Tōru Miyagishi   | Junji Majima                 | Louis Friedmann Thiele |
| Renji Togashi    | Taro Yamaguchi               |                        |
| Takako Kawajiri  | Ayumi Tsunematsu             |                        |
| Tarō Jirōmaru    | Junichi Suwabe               | Jan Langer             |
| Denroku Sukegawa | Chō                          |                        |

#### Musik
Noch vor der Veröffentlichung des Serie wurde der Titel Patricia (パトリシア, Patorishia), interpretiert von nano.RIPE, als gleichnamige Single am 22. September 2010 von Lantis veröffentlicht. Der Titel fand hauptsächlich in den Werbevideos des Animes Verwendung. Ebenfalls fand sich auf der Single der Titel Yumeji (夢路) vom gleichen Interpreten, der ebenfalls in einigen der Vorschauvideos verwendet wurde.
Die beiden Vorspanntitel der Serie wurde ebenfalls von nano.RIPE interpretiert und tragen die Titel Hana no Iro (ハナノイロ) bzw. ab Folge 14  Omokage Warp (面影ワープ, Omokage Wāpu). Die erste und die letzte Folge verwendeten keinen Vorspann.
Für den Abspann wurden verschiedene Titel verwendet. In der ersten Hälfte wurde hauptsächlich Hazy von Sphere verwendet bis auf Folge 1 die keinen Abspanntitel besaß, Folge 6 mit Tsukikage to Buranko (月影とブランコ), Folge 8 mit Yumeji (夢路) und Folge 11 mit Saibō Kioku (細胞キオク), jeweils von nano.RIPE gesungen. Ab Folge 14 kam hauptsächlich Hanasaku Iroha von Clammbon zum Einsatz bis auf Folge 22 mit High Leap (ハイリープ, Hai Rīpu), Folge 25 mit Ray of Light und der letzten Folge mit Yumeji, jeweils abermals von nano.RIPE.
Daneben wurden in einzelnen Folgen weitere Titel angespielt. Diese waren in Folge 1 Lip Synch (リップシンク, Rippu Shinku) von nano.RIPE, in den Folgen 2, 3 und 12 Haru no Mukō (春の向こう) von Rey, in Folge 9 Tsukikage to Buranko, in Folge 12 Nagai Tabiji no Tochū (長い旅路の途中) von Rey und in Folge 18 Kono no Hiroi Nohara Ippai (この広い野原いっぱい) von Aki Toyosaki unter ihrem Rollennamen. Letzteres ist ein Cover von Ryōko Moriyamas gleichnamigem, 1967 erschienenen, Lied.
Im Abspann des Films Home Sweet Home wurde der Titel Kage Fumi (影踏み) aus der gleichnamigen Single von nano.RIPE verwendet.